# Uranophora atricincta
Uranophora atricincta là một loài bướm đêm thuộc phân họ Arctiinae, họ Erebidae.